# Жатковски, Марк
Марк Жатко́вски (нем. Marc Rzatkowski; родился 2 марта 1990 года в Бохуме, ФРГ) — немецкий футболист польского происхождения, атакующий полузащитник.

## Биография

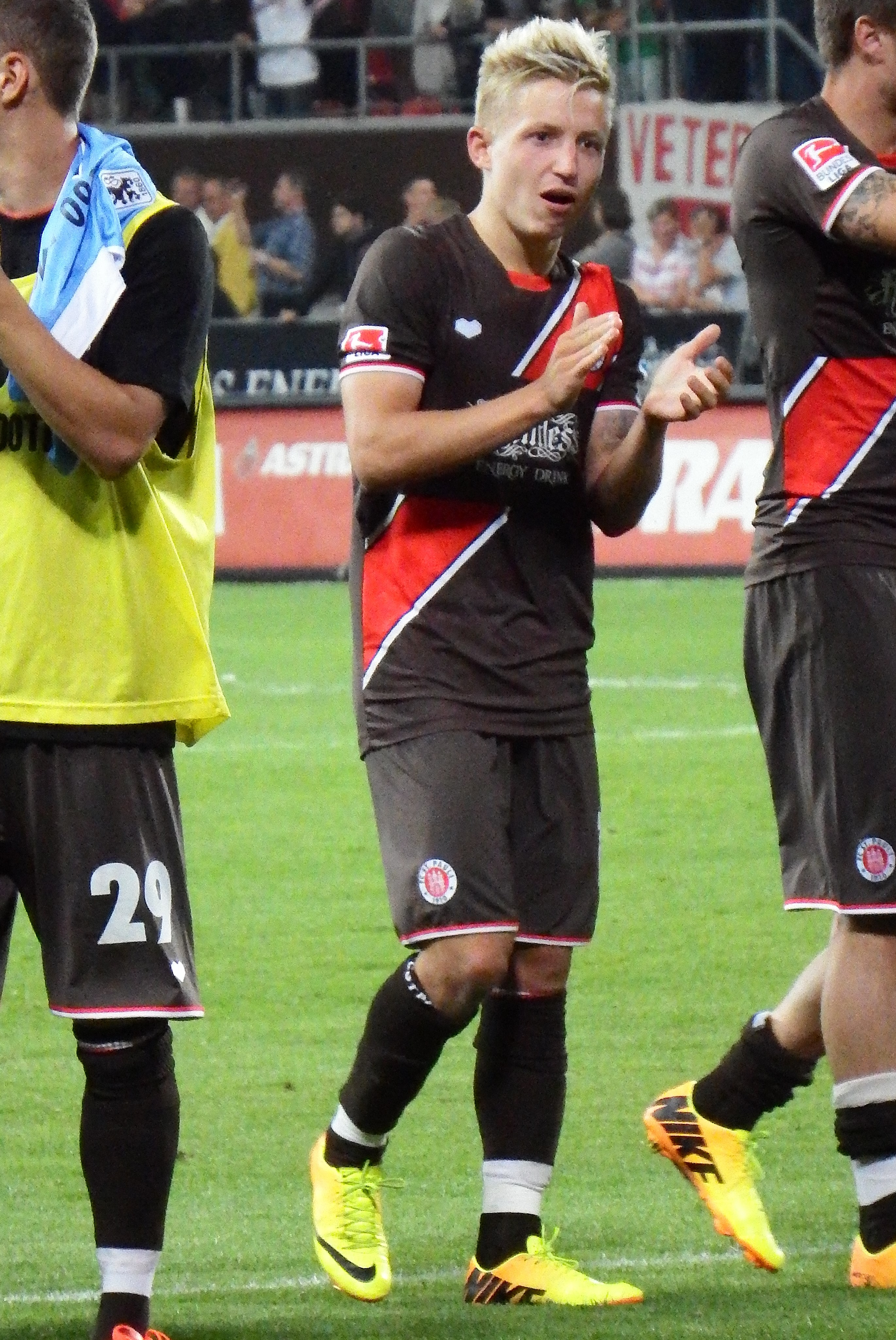
Жатковски в составе «Санкт-Паули»

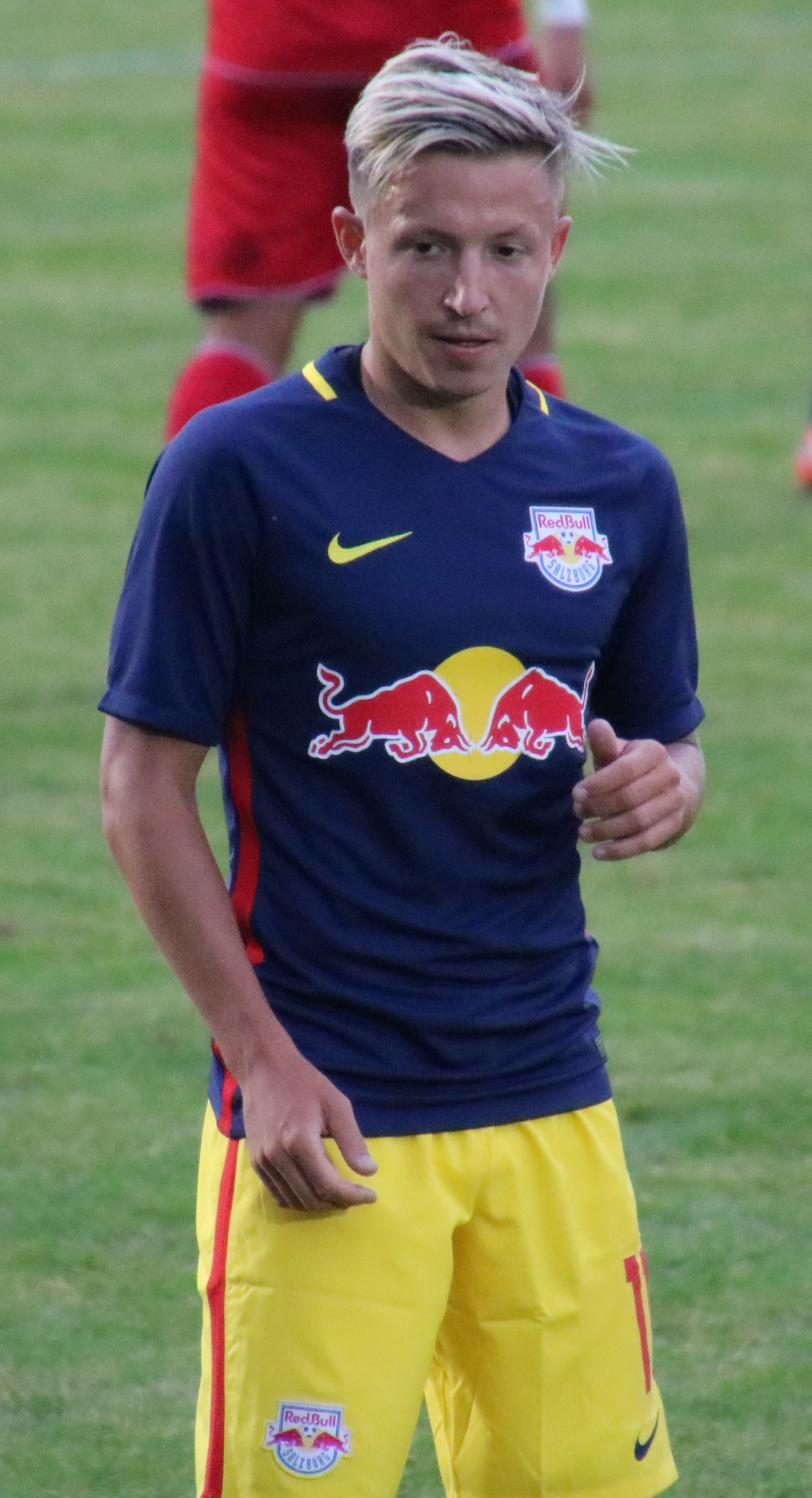
Жатковски в составе «Ред Булл Зальцбург»

Жатковски — воспитанник клуба «Бохум» из своего родного города. 2 октября 2010 года в матче против «Гройтера» он дебютировал во втором дивизионе Германии. 26 ноября в поединке против «Падерборна» Марк забил свой первый гол за «Бохум». Летом 2011 года для получения игровой практики он на правах аренды перешёл в «Арминию». 23 июля в матче против дублёров «Штутгарта» Жатковски дебютировал в Третьей Бундеслиге. 27 августа в поединке против «Яна» он забил свой первый гол за «Арминию». После возвращения из аренды Марк провёл хороший сезон за «Бохум».
Летом 2013 года у Жатковски закончился контракт и он в статусе свободного агента подписал трёхлетнее соглашение с «Санкт-Паули». 19 июля в матче против «Мюнхен 1860» он дебютировал за новую команду. 14 сентября в поединке против «Франкфурта» Марк забил свой первый гол за «Санкт-Паули».
Летом 2016 года Жатковски подписал четырёхлетнее соглашение с австрийским «Ред Булл Зальцбург». Сумма трансфера составила 2 млн евро. 15 июля в поединке Кубка Австрии против «Форвертса» Марк дебютировал за новую команду. 30 июля в матче против «Вольфсберга» он дебютировал в австрийской Бундеслиге, заменив во втором тайме Мунаса Дуббура. 23 октября в поединке против «Санкт-Пёльтена» Марк забил свой первый гол за «Ред Булл». В своём дебютном сезоне он стал чемпионом Австрии.
31 января 2018 года Жатковски был взят в аренду клубом MLS «Нью-Йорк Ред Буллз» на сезон 2018. За американский клуб он дебютировал 22 февраля в первом матче 1/8 финала Лиги чемпионов КОНКАКАФ 2018 против гондурасской «Олимпии». 13 марта в ответном матче четвертьфинала Лиги чемпионов против мексиканской «Тихуаны» он забил свой первый гол за «Нью-Йорк». 14 июля в матче против «Спортинга Канзас-Сити» он забил свои первые голы в MLS, оформив дубль. 24 января 2019 года Жатковски подписал постоянный контракт с «Нью-Йорк Ред Буллз», перейдя из «Ред Булл Зальцбург» по свободному трансферу. По окончании сезона 2020 «Нью-Йорк Ред Буллз» не продлил контракт с Жатковски.
21 сентября 2021 года подписал контракт с клубом «Шальке 04».

## Достижения
«Ред Булл Зальцбург»
- Чемпион Австрии — 2016/17
- Обладатель Кубка Австрии — 2016/17

 «Нью-Йорк Ред Буллз»
- Победитель регулярного чемпионата MLS — 2018